# Phronia
Phronia is een muggengeslacht uit de familie van de paddenstoelmuggen (Mycetophilidae).

## Soorten
- P. abbreviata (Becker, 1908)
- P. agilis Gagne, 1975
- P. aviculata Lundstrom, 1914
- P. avida Gagne, 1975
- P. basalis Winnertz, 1863
- P. biarcuata (Becker, 1908)
- P. bicolor Dziedzicki, 1889
- P. borealis Hackman, 1970
- P. braueri Dziedzicki, 1889
- P. caliginosa Dziedzicki, 1889
- P. cinerascens Winnertz, 1863
- P. conformis (Walker, 1856)
- P. cordata Lundström, 1914
- P. coritanica Chandler, 1992
- P. cornuta Lundström, 1914
- P. crassitarsus Hackman, 1970
- P. cupida Gagne, 1975
- P. despecta (Walker, 1848)
- P. digitata Hackman, 1970
- P. disgrega Dziedzicki, 1889
- P. distincta Hackman, 1970
- P. dryas Gagne, 1975
- P. dziedzickii Lundstrom, 1906
- P. effusa Gagne, 1975
- P. egregia Dziedzicki, 1889
- P. electa Dziedzicki, 1889
- P. elegans Dziedzicki, 1889
- P. elegantula Hackman, 1970
- P. exigua (Zetterstedt, 1852)
- P. felicis Gagne, 1975
- P. flavipes Winnertz, 1863
- P. forcipata Winnertz, 1863
- P. forcipula Winnertz, 1863
- P. fusciventris Van Duzee, 1928
- P. gagnei Chandler, 1992
- P. gracilis Hackman, 1970
- P. hilaris Gagne, 1975
- P. humeralis Winnertz, 1863
- P. incerta (Adams, 1907)
- P. interstincta Dziedzicki, 1975
- P. jacosa Gagne, 1975
- P. laffooni Gagne, 1975
- P. longelamellata Strobl, 1898
- P. lutescens Hackman, 1970
- P. maculata Dziedzicki, 1889
- P. maderina Chandler & Ribeiro, 1995
- P. maderopulchra Chandler & Ribeiro, 1995

- P. matilei Hackman, 1972
- P. melica Gagne, 1975
- P. mutabilis Dziedzicki, 1889
- P. mutila Lundstrom, 1911
- P. myrtilli Polevoi, 1995
- P. nebulosa (Johannsen, 1912)
- P. nigricornis (Zetterstedt, 1852)
- P. nigripalpis Lundström, 1909
- P. nitidiventris (van der Wulp, 1859)
- P. notata Dziedzicki, 1889
- P. obscura Dziedzicki, 1889
- P. obtusa Winnertz, 1863
- P. oreas Gagne, 1975
- P. peculiaris Dziedzicki, 1889
- P. persimilis Hackman, 1970
- P. petulans Dziedzicki, 1889
- P. portschinskyi Dziedzicki, 1889
- P. rauschi Plassmann, 1990
- P. siebeckii Dziedzicki, 1889
- P. signata Winnertz, 1863
- P. similis Johannsen, 1912
- P. spinigera Hackman, 1970
- P. strenua Winnertz, 1863
- P. subsilvatica Hackman, 1970
- P. sudetica Dziedzicki, 1889
- P. sylvatica Dziedzicki, 1889
- P. taczanowskyi Dziedzicki, 1889
- P. tenebrosa Coquillett, 1904
- P. tenuis Winnertz, 1863
- P. terrea Gagne, 1975
- P. tiefii Dziedzicki, 1889
- P. triangularis Winnertz, 1863
- P. tyrrhenica Edwards, 1928
- P. unica Dziedzicki, 1889
- P. versuta Gagne, 1975
- P. vitrea Plassmann, 1999
- P. willistoni Dziedzicki, 1889